# Union sportive Orléans Loiret football (féminines)
Cet article traite de la section féminine. Pour le club, voir Union sportive Orléans Loiret football.
Actualités
La section féminine de l'US Orléans Loiret est un club de football féminin français basé à Orléans (Loiret) et fondé en 1968.
L’équipe première participe au premier championnat national féminin, lors de la saison 1974-1975, avec à la clé une défaite en finale. L'équipe évolue alors à ce niveau jusqu'en 1991. Elle est reléguée en deuxième division de 1993 à 2005, avec deux exercices en D1. Le club retombe dans l'anonymat de la Division 3 de 2005 à 2009, puis en championnat régional.
La section féminine dispute ses matchs à domicile sur un annexe du stade de la Source ou au Stade Marcel-Garcin, et y évolue en jaune et rouge. Depuis septembre 2010, elle dispose d'un centre de formation. L'association est présidée par Claude Tisier. L'équipe, entraînée par Farid Kebsi depuis janvier 2016, participe au Championnat de France de Division 2 depuis le début de la saison 2018-2019.

## Histoire

### Fondateur du Championnat de France (1968-1991)
La section féminine de l'Arago sport orléanais est fondée en 1968.
La première équipe de football féminin du Loiret est créé en août 1970 par Bernard Ranoul, ancien joueur de l'Arago. Après une saison d'entraînement, l'équipe est amenée, en septembre 1971, à disputer le championnat de district d'Eure-et-Loir, faute d'adversaires dans le sien.
Fier promoteur du football féminin dans le département, le club fait partie des seize équipes de la première édition du Championnat de France féminin de football en 1974-1975. L'équipe orléanaise termine seconde de son groupe du premier tour et se qualifie pour la phase finale. Le groupe est vice-champion de France en éliminant le Caluire SCSC en quart-de-finale (2-2 ; 1-0), puis le Bergerac Foot (1-1 ; 2-1) en demi-finale, avant de s'incliner 5-0 en finale contre le Stade de Reims.
Pour la saison 1975-1976, l'AS Orléans échoue à la quatrième place de sa poule à cinq équipes, sans remporter de match mais avec deux matchs nuls.
Sur l'exercice 1976-1977, l'équipe change de nom comme le club et devient l'US Orléans Arago. En Division 1, les Orléanaises terminent troisième de leur groupe de cinq, dont seuls les deux premiers accèdent au tour final.
En 1977-1978, l'USO conclut son exercice de D1 à la quatrième place de sa poule à 5.
Entre 1978 et 1981, l'équipe se maintient en première division. Les résultats sont inconnus.
Pour l'exercice 1981-1982, l'équipe fait partie du groupe Centre de D1 et termine quatrième sur huit (18 points), à dix points de la première place (28 pts) qualificative pour la phase finale et du septième l'AAJ Blois, premier relégué (8 pts).
Lors de la saison 1982-1983, le format de la compétition est modifié. Lors d'une première phase élargie, d'avantages d'équipes, réparties en huit groupes de six équipes, s'affrontent. Les trois meilleures de chaque poule forment la Division 1 en seconde phase, tandis que les trois autres clubs font la Division 2. Orléans termine dans les trois meilleures équipes de sa poule et se qualifie pour la Division 1. l'USO conclut la seconde phase à la quatrième place de son groupe B, dont seul le premier part en phase finale.
En 1983-1984, le même format est appliqué. Les Orléanaises remportent le groupe D de la phase préliminaire, mais font le même parcours que l'année précédente lors du tour principal de première division.
En tour préliminaire 1984-1985, Orléans obtient la seconde place et le droit de participer à la Division 1. Lors de la seconde phase, l'USO échoue à la cinquième place (sur six) de la poule D.
Pour la saison 1985-1986, les Orléanaises terminent à égalité de points avec le Paris SG pour la troisième place lors du groupe E préliminaire. Mais l'USO obtient la qualification pour la Division 1 grâce aux critères de départage. L'équipe échoue à nouveau à la cinquième place, ex æquo avec le dernier.
L'exercice 1986-1987, la compétition repasse à une phase unique. Dans son groupe F, l'US Orléans échoue à l'avant-dernière place du groupe F. Le club doit son maintien à la rétrogradation administrative d'une autre équipe.
La saison 1987-1988 voit l'équipe améliorer légèrement ses résultats avec la sixième place du groupe C, sur dix équipes.
En 1988-1989, l'équipe se maintient avec la même place au classement final.
La Division 1 1989-1990 voit à nouveau le destin de l'USO dépendre d'un autre club. Neuvième et premier relégable du groupe B, à égalité de points avec le huitième, Orléans doit son maintien à la relégation administrative à la fin de la saison de l'US Montfaucon, vainqueur de la poule.
Après deux maintiens administratifs en quatre ans, l'US Orléans n'est pas sauvée au terme de la D1 1990-1991. Neuvièmes et premières reléguées de la poule C, les Orléanaises descendent au niveau régional.

### Cador régional et remontée en Division 2 (depuis 2009)
Retombée au niveau régional et encore emmené par Jimmy Telmar, le groupe remporte le championnat de Division d'honneur de la Ligue du Centre en 2009-2010.
Sur l'exercice suivant, l'équipe conserve son titre régional. En Championnat inter-régional, l'USO termine troisième de son groupe de quatre équipes et ne peut prétendre à la montée en Division 2.
Pour la saison 2011-2012, l'USO échoue à la troisième place de DH Centre.
En 2012-2013, l'équipe renoue avec le titre local.
Lors de l'exercice 2013-2014, l'équipe entraînée par Jimmy Telmar termine à la seconde place du championnat inter-régional.
Pour la saison 2014-2015, le groupe féminin accède à nouveau au tour inter-régional mais échoue à nouveau sur la deuxième marche du podium.
En décembre 2015, Jimmy Telmar laisse sa place et est remplacé par Farid Kebsi.
Lors de l'exercice 2016-2017, l'équipe est invaincue en Division d'honneur et familière des gros scores. Le groupe n'a alors pas connu la défaite depuis novembre 2015. Les féminines de l'US Orléans disputent le barrage d'accession à la Division 2. Kebsi, responsable du pôle féminin à l'USO, parle d'« un parcours inespéré ».
Au terme de la saison 2017-2018, l'équipe première conserve son titre de championne régionale. Lors des barrages d'accession en Division 2, l'USO remporte sur tapis-vert le premier tour, avant de venir à bout du FC Rouen, relégué de D2 (1-0 puis 1-1). Treize ans après avoir quitté la D2, l’US Orléans retrouve l’échelon national à l'occasion des 50 ans de la section féminine du club. L'équipe remporte une nouvelle Coupe du Centre.

## Palmarès

### Titres et trophées
| Compétitions nationales                                                                                       | Compétitions régionales |
| - Division 1 - Vice-champion : 1975 - Coupe de France - meilleure performance : 16e de finale en 2003 et 2007 | - DH / Régional 1 (5) - Champion : 2010, 2011, 2013, 2017 et 2018 - Coupe Centre-Val de Loire (6) - Vainqueur : 2002, 2004, 2010, 2016, 2018 et 2019 - Coupe du Loiret (3) - Vainqueur : 2004, 2013 et 2017 |

### Saison après saison
| Évolution de l'US Orléans dans la hiérarchie du football féminin français | Évolution de l'US Orléans dans la hiérarchie du football féminin français | Évolution de l'US Orléans dans la hiérarchie du football féminin français | Évolution de l'US Orléans dans la hiérarchie du football féminin français |
| ------------------------------------------------------------------------- | ------------------------------------------------------------------------- | ------------------------------------------------------------------------- | ------------------------------------------------------------------------- |
| Niveau I                                                                  | Niveau II                                                                 | Niveau III                                                                | Niveau IV                                                                 |
| Division 1                                                                | DH Centre                                                                 | Pas de 3e niveau                                                          | Pas de 4e niveau                                                          |
| 1974-1982                                                                 |                                                                           | Pas de 3e niveau                                                          | Pas de 4e niveau                                                          |
| Division 1                                                                | Division 2                                                                | DH Centre                                                                 | Pas de 4e niveau                                                          |
| 1982-1986                                                                 |                                                                           |                                                                           | Pas de 4e niveau                                                          |
| Division 1                                                                | DH Centre                                                                 | Pas de 3e niveau                                                          | Pas de 4e niveau                                                          |
| 1986-1991                                                                 |                                                                           | Pas de 3e niveau                                                          | Pas de 4e niveau                                                          |
|                                                                           | 1991-1992                                                                 | Pas de 3e niveau                                                          | Pas de 4e niveau                                                          |
| Nationale 1A                                                              | Nationale 1B                                                              | DH Centre                                                                 | Pas de 4e niveau                                                          |
|                                                                           |                                                                           | 1992-1993                                                                 | Pas de 4e niveau                                                          |
|                                                                           | 1993-1994                                                                 |                                                                           | Pas de 4e niveau                                                          |
| 1994-1995                                                                 |                                                                           |                                                                           | Pas de 4e niveau                                                          |
|                                                                           | 1995-1998                                                                 |                                                                           | Pas de 4e niveau                                                          |
| 1998-2000                                                                 |                                                                           |                                                                           | Pas de 4e niveau                                                          |
|                                                                           | 2000-2002                                                                 |                                                                           | Pas de 4e niveau                                                          |
| Division 1                                                                | Division 2                                                                | Division 3                                                                | DH Centre                                                                 |
|                                                                           | 2002-2005                                                                 |                                                                           |                                                                           |
|                                                                           |                                                                           | 2005-2009                                                                 |                                                                           |
|                                                                           |                                                                           |                                                                           | 2009-2010                                                                 |
| Division 1                                                                | Division 2                                                                | DH Centre                                                                 | Pas de 4e niveau                                                          |
|                                                                           |                                                                           | 2010-2017                                                                 | Pas de 4e niveau                                                          |
| Division 1                                                                | Division 2                                                                | Régional 1                                                                | Régional 2                                                                |
|                                                                           |                                                                           | 2017-2018                                                                 |                                                                           |
|                                                                           | depuis 2018                                                               |                                                                           |                                                                           |

- Championnat national de la Fédération française de football (FFF)
- Championnat régional des ligues régionales de la FFF

## Structure du club
| Organigramme 2017-2018 |
| - Président de l'association : Claude Tisier - Présidente du Pôle Féminin : Sandrine Lerouge - Responsable du Pôle féminin et entraîneur de l'équipe première : Farid Kebsi - Responsable Pré-formation et École de Football : Damien Carré |

L'équipe fanion joue ses matchs sur un des terrains annexes du stade de la Source ou au Stade des Montées.
Le club dispose de deux sections sportives scolaires depuis 2016 : au Collège Jean Rostand à Orléans (4e/3e) et aux Lycées Voltaire et Gauguin à Orléans La Source (2de, 1re, Term.).

## Personnalités

### Dirigeants
Dirigeant historique du football à Orléans, Bernard Ranoul participe au lancement du football féminin en créant une section à l'Arago en 1968.
En juillet 2016, Sandrine Villette-Lerouge devient présidente du pôle féminin de l'USO. Non-sportive, et encore moins amatrice de football, elle découvre un nouveau projet. « Je venais de finir une aventure associative et je cherchais une nouvelle opportunité, on m'a proposé ce poste. J'ai accepté afin de découvrir un monde que je ne connaissais pas ».

### Entraîneurs
| Période     | Nom            |
| 1970 - ...  | Bernard Ranoul |
| ... - 2005  | Sam Sankhon    |
| 2005 - 2015 | Jimmy Telmar   |
| depuis 2016 | Farid Kebsi    |

Fondateur de la section féminine, Bernard Ranoul est le premier entraîneur de l'équipe senior. Son épouse évolue alors au poste de gardienne de but. Il est l'entraîneur de l'équipe orléanaise vice-championne de France en 1975.
Sam Sankhon est un ancien footballeur professionnel à l'US Orléans, au RC Strasbourg et Le Havre AC.
Jimmy Telmar encadre l'équipe de 2005 à 2015.
En janvier 2016, Farid Kebsi arrive comme responsable du pôle féminin et entraîneur de l'équipe première pour finir l'exercice 2015-2016. Il remporte la Division d'honneur de la Ligue du Centre dès la saison 2016-2017. Jusqu'en mai 2017, Kebsi est invaincu avec l'USO, outre une défaite sur tapis vert en Coupe de France. L'équipe conserve son titre régional la deuxième année et remporte sa phase d'accession nationale en Division 2. Pour la saison 2018-2019, l'équipe fanion possède un effectif constitué à 75 % de filles originaires du département ou de la région. Farid Kebsi profite de l'intersaison pour y ajouter de l'expérience, puisque seuls trois éléments connaissent alors le niveau national : Roxane Couasnon, Juliette Moreau, la capitaine, et Amandine Conan. Ainsi, dix filles rejoignent l'USO durant l'été 2018. Finalement, 80 % de l'effectif n'a jamais évolué en D2 et la moyenne d'âge de l'équipe est de 20 ans.

### Joueuses notables
De l'équipe vice-championne de France en 1974-1975, trois joueuses deviennent internationale (à une reprise chacune) : Michèle Christophe, Isabelle Le Dû et Maryse Casella.

## Autres équipes

### Équipe réserve
Pour la saison 2018-2019, le club engage une seconde équipe senior. Celle-ci est engagée en Régional 2 avec l'ambition de monter en R1.

### Section jeune
Pour la saison 2017-2018, la section féminine se compose de 8 équipes : deux équipes seniors (Régional 1 et R2), une équipe U19F (R1), une équipe U15F (inter-district), une équipe U13F, deux équipes et U11F et une équipe U8F. Au terme de l'exercice, l'équipe U19F remporte la première édition de la Coupe du Centre de la catégorie.
| Catégories                   | U19F | U15F | U13F |
| Compétitions régionales      | - Coupe du Centre U19F (2) - Vainqueur : 2018 et 2019 - Coupe du Centre futsal U19F (3) - Vainqueur : 2016, 2017, 2018     | Néant | Néant |
| Compétitions départementales | - Coupe du Loiret U19F (3) - Vainqueur : 2016, 2017, 2018 - Coupe du Loiret futsal U19F (3) - Vainqueur : 2016, 2017, 2018 | - Championnat inter-district U15F (2) - Vainqueur : 2017, 2018 - Coupe du Loiret U15F (1) - Vainqueur : 2018 | - Championnat inter-district U13F (1) - Vainqueur : 2017 - Coupe du Loiret futsal U13F (1) - Vainqueur : 2018 |